# Goomadeer River
Goomadeer River är ett vattendrag i Australien. Det ligger i regionen West Arnhem och territoriet Northern Territory, omkring 310 kilometer öster om territoriets huvudstad Darwin.
Savannklimat råder i trakten. Genomsnittlig årsnederbörd är 1 364 millimeter. Den regnigaste månaden är mars, med i genomsnitt 404 mm nederbörd, och den torraste är augusti, med 1 mm nederbörd.